# Mesothoracaphis rappardi
Mesothoracaphis rappardi är en insektsart. Mesothoracaphis rappardi ingår i släktet Mesothoracaphis och familjen långrörsbladlöss. Inga underarter finns listade i Catalogue of Life.